# 보성 우천리 삼층석탑
보성 우천리 삼층석탑(寶城 牛川里 三層石塔)은 대한민국 전라남도 보성군 조성면에 있는 신라의 삼층석탑이다. 1988년 4월 1일 대한민국의 보물 제943호로 지정되었다.

## 개요
벌교와 보성간의 국도변인 우천리 마을 앞 논 한가운데에 세워져 있는 탑이다. 이 곳은 절터로 추정되나 문헌에 남아 있는 기록이 없고, 전해지는 이야기로는 징광사에 딸린 부속 절이 있던 곳이라 하기도 한다.
탑은 기단(基壇)의 일부분이 땅 속에 묻혀 있고, 바닥은 시멘트로 발라져 밑부분의 정확한 모습을 알 수 없다. 드러난 기단부에는 기둥을 본뜬 조각이 새겨져 있다. 탑신(塔身)은 3층을 이루고 있으며 몸돌과 지붕돌이 각각 하나의 돌로 이루어져 있고, 몸돌에는 모서리마다 아주 얇게 기둥모양을 본떠 새겨놓은 것이 보인다. 지붕돌은 밑면의 받침이 4단씩이고, 처마 밑은 수평을 이루었으며, 네 귀퉁이에서 살짝 들려 있다. 꼭대기에는 머리장식으로 노반(露盤:머리장식받침)과 복발(覆鉢:엎어놓은 그릇모양의 장식)만이 남아 있다.
1970년에 해체하여 복원한 것으로 각 층 몸돌과 지붕돌의 비례가 잘 맞는 것으로 보아 통일신라시대인 9세기경에 조성된 것으로 짐작된다.

## 현지 안내문
탑이란 석가모니의 사리를 모신 일종의 무덤으로 해탈과 열반을 상징하는 불교의 예배물이다. 이 탑은 신라의 전통을 이어받은 삼층석탑으로 기단 위에 3층의 탑신부와 탑의 꼭대기에 상륜부를 장식하였다. 현재의 상륜부에는 복발이 남아 있다.
기단을 만들기 위해 둘러쌓은 돌에는 양쪽에 우주와 가운데 탱주를 새겼으며, 탑의 몸체 돌에는 우주를 본떠 새겼다. 지붕돌은 받침이 4단이며, 윗면에 2단의 괴임을 마련하여 그 위층의 몸체돌을 받치고 있다. 이 탑은 가층의 비례가 잘 맞는 통일신라시대 석탑이다.

## 같이 보기
- 삼층석탑

## 참고 자료
- 보성 우천리 삼층석탑 - 국가유산청 국가유산포털